# Шишкин, Анатолий Семёнович
Анато́лий Семёнович Ши́шкин (11 ноября 1952, пос. Абрамовка, Воронежская область — 1 января 2013, Москва) — заместитель командующего Космическими войсками, начальник штаба Войск Ракетно-космической обороны (когда РКО было в подчинении РВСН в 1997—2001 годах), генерал-лейтенант.

## Биография
Анатолий Семёнович Шишкин родился 11 ноября 1952 года в посёлке Абрамовка Воронежской области.
В 1973 году окончил Житомирское высшее зенитно-ракетное командное училище, после чего служил в частях в должностях командира роты, инженера, старшего инженера отдела — начальника смены радиотехнического центра.
С 1982 года, окончив Военную командную академию ПВО, — заместитель начальника штаба по боевому управлению части, затем — начальник радиолокационного центра, заместитель командира, командир частей, находящихся в трудных природно-климатических условиях.
В 1992 году окончил Военную академию Генерального штаба Вооружённых сил РФ и был назначен заместителем начальника штаба соединения по боевому управлению. В дальнейшем занимал должности командира дивизии ПРН, начальника штаба — заместителя командующего войсками Ракетно-космической обороны, начальника штаба войск РКО РВСН.
С 1999 года — начальник управления войск РКО РВСН.
Указом президента РФ от 9 июля 2001 года был назначен заместителем командующего Космическими войсками.
В 2004 году генерал-лейтенанту А. С. Шишкину присуждена учёная степень кандидата технических наук.
С 2007 года, выйдя в отставку, работал в военно-промышленном комплексе РКО.
«Народный генерал», как называли его многие офицеры, Шишкин Анатолий Семёнович скоропостижно скончался 1 января 2013 года. Похоронен на Кузьминском кладбище.

## Награды
- орден «За службу Родине в Вооружённых Силах СССР» III степени (1987)[2]
- орден «За военные заслуги» (1997)[2]
- орден Почёта (2003)[2]
- семь медалей (в том числе «За безупречную службу» I, II и III степеней, «70 лет Вооружённых сил СССР»[2])
- знак отличия «Честь, доблесть, слава»[2]
- знак отличия «За воинскую доблесть» I степени[2]
- благодарность Верховного главнокомандующего Вооружёнными силами Российской Федерации (2002) — за образцовое выполнение воинского долга и самоотверженное служение Отечеству[2]
- благодарности командования Вооружённых сил РФ — за плодотворную, неутомимую деятельность; за вклад в дело развития и укрепления Вооружённых Сил РФ и войск Ракетно-космической обороны[2].